# Art Fleury
Gli Art Fleury sono stati un gruppo rock progressivo italiano originario di Brescia. Sono considerati tra i pionieri della new wave italiana.
Il loro stile musicale era inizialmente strumentale e vi confluivano elementi progressive, di kraut rock e new wave. Con New Performer, album omogeneo e di chiara impronta rock wave giunge la definitiva maturazione musicale e stilistica.n

## Storia
Si sono formati nel 1978 dall'iniziativa di Augusto Ferrari, già membro degli A.M.G., gruppo che aveva partecipato al Festival del Parco Lambro di due anni prima].
Originariamente gli Art Fleury erano ispirati da sonorità tipiche delle avanguardie colte. Queste influenze apparivano chiare nel loro primo album strumentale dal titolo I luoghi del potere edito dalla bolognese Italian Records e dal 7" L'Overdose (Italian Records, 1980). Solo nei dischi successivi, dopo l'inserimento di nuovi membri, gli Art Fleury iniziarono ad inserire la voce nelle loro composizioni.
Nel 1981 inizia la collaborazione con Robert Vogel come tecnico del suono, che partecipò a The Last Album (No Sense, 1981) e Hard Fashion Girls (No Sense, 1981), inaugurando un percorso che li porterà sempre più verso le sonorità elettropop e il cantato in inglese di New Performer (Suono, 1983).
Cambiato nome nel 1984, sostanzialmente per problemi contrattuali, alcuni membri del gruppo con nuove voci hanno formato gli Ay Ken, gruppo che ha pubblicato un unico EP, Five 0 Five. Terminata anche questa esperienza Ferrari e Vogel hanno danno vita al gruppo svizzero dei Mirafiori.

## Formazione
- Augusto Ferrari tastiere
- Maurizio Tomasoni Batteria
- Giangi Frugoni basso
- Matteo Borghesi sax e tastiere
- Luciano Lucchini chitarra
- Francesca Albini voce
- Furio Ciulini chitarra

Altri componenti ( Ay Ken ):
- Robert Vogel tecnico del suono e voce
- Lalla voce
- Silvia Hollenstein voce

## Discografia

### Album
- 1980 - I luoghi del potere (Italian Records, EXIT 903)
- 1981 - The Last Album (No Sense, AA 001)
- 1981 - Hard Fashion Girls (No Sense, AA 002)
- 1983 - New Performer (Suono, SR 33126)
- 1984 - Five 0 five (CGD). Come Ay Ken.